# Nuria Herrero
Nuria Herrero (Valencia, 12 de marzo de 1987) es una actriz y bailarina española conocida por su participación como personaje principal en series de televisión españolas como Tiempos de guerra (2017), con el papel de Raquel Fuentes, Señoras del (h)AMPA (2019-2021), como Virginia Torres, Todo lo otro (2021) y como Beatriz Vega, en Cuatro Estrellas (2024).

## Biografía
Nuria Herrero nació el 12 de marzo de 1987 en Valencia (España). En sus inicios participó en series como Arrayán, El barco, Los misterios de Laura, aunque su popularidad llegó en el año 2015 con la serie Rabia, donde compartía reparto con Patricia Vico, Paco Tous, Malena Alterio, Carles Francino o Nuria González, entre otros. Un año después fichó por el musical La llamada, dirigido por Javier Calvo y Javier Ambrossi, para interpretar a María Casado en sustitución de Macarena García.
En el año 2017 fichó por la serie de Bambú Producciones Tiempos de guerra para interpretar a Raquel Fuentes, en Antena 3. Ese mismo año participó en dos películas: Toc Toc, como protagonista de la cinta de Vicente Villanueva con el papel de Lili y en la adaptación cinematográfica del musical La llamada con una aparición esporádica con sus compañeras de reparto del musical homónimo.
En 2018 se anunció que formaría parte de la serie de Telecinco Señoras del (h)AMPA interpretando a Virginia Torres, una cajera de supermercado embarazada. Compartiendo reparto con Toni Acosta, Mamen García y de nuevo con Malena Alterio y Nuria González. La serie se estrenó en junio de 2019 y se mantuvo en emisión durante dos temporadas. Posteriormente, participó en la miniserie Besos al aire, emitida en Disney+ y fichó por la también serie de médicos Madres. Amor y vida, con el papel de Berta, a partir de su cuarta temporada. Además, a finales de 2021 estrenó la serie de HBO Max Todo lo otro, formando parte del elenco principal.

## Filmografía

### Televisión

#### Series de televisión
| Año         | Título                  | Personaje                    | Cadena                  | Notas        |
| ----------- | ----------------------- | ---------------------------- | ----------------------- | ------------ |
| 2007        | Como el perro y el gato | Chus                         | Canal Sur               | 3 episodios  |
| 2008        | Singles Enamora´t       | Paula                        | Canal 9                 | Protagonista |
| 2010 - 2012 | Arrayán                 | Angie Pedrosa                | Canal Sur               | 90 episodios |
| 2013        | El barco                | Novia de Palomares           | Antena 3                | 1 episodios  |
| 2014        | Bienvenidos al Lolita   | Lupe                         | Antena 3                | 8 episodios  |
| 2014        | Los misterios de Laura  | Julia Blasco                 | La 1                    | 1 episodio   |
| 2015        | Rabia                   | Belén Olivencia Rivas        | Cuatro                  | 8 episodios  |
| 2017        | Tiempos de guerra       | Raquel Fuentes               | Antena 3                | 13 episodios |
| 2018        | Açò és un destarifo     | Nuria                        | À Punt                  | 27 episodios |
| 2019 - 2021 | Señoras del (h)AMPA     | Virginia Torres              | Telecinco / Cuatro      | 26 episodios |
| 2021        | Besos al aire           | Berta Santos                 | Disney + / Telecinco    | 2 episodios  |
| 2021        | Todo lo otro            | Amaya                        | HBO Max                 | 8 episodios  |
| 2022        | Madres. Amor y vida     | Berta Santos                 | Prime Video / Telecinco | 8 episodios  |
| 2023        | Nacho                   | María José Jordá González    | Atresplayer             | 5 episodios  |
| 2024        | Desde el mañana         | Arantxa                      | Disney + / La 1         | 8 episodios  |
| 2024        | Eva & Nicole            | Liza Minelli                 | Antena 3                | 2 episodios  |
| 2024        | 4 estrellas             | Beatriz "Bea" Vega Villullas | La 1                    | 99 episodios |

### Cine
| Año  | Título                         | Personaje       | Director                       |
| ---- | ------------------------------ | --------------- | ------------------------------ |
| 2010 | El dios de madera              | Susa            | Vicente Molina Foix            |
| 2010 | Donde el olor del mar no llega | Patricia        | Lilian Rosado González         |
| 2013 | El amor no es lo que era       | Neus            | Gabriel Ochoa                  |
| 2016 | Nacida para ganar              | Cruz            | Vicente Villanueva             |
| 2017 | La llamada                     | Niña campamento | Javier Calvo y Javier Ambrossi |
| 2017 | Toc Toc                        | Lili            | Vicente Villanueva             |
| 2018 | Cuando dejes de quererme       | Vecina          | Igor Legarreta                 |
| 2020 | Zerø                           | Julia           | Inaki Sánchez Arrieta          |
| 2021 | El sustituto                   | Lola            | Óscar Aibar                    |
| 2023 | ¡Vaya vacaciones!              | Dra. Andrea     | Víctor García León             |

### Teatro
| Año         | Título        | Personaje     | Director                       |
| ----------- | ------------- | ------------- | ------------------------------ |
| 2016 - 2018 | La llamada    | Susana Romero | Javier Calvo y Javier Ambrossi |
| 2022 - ¿?   | Tercer cuerpo | Sofía         | Claudio Tolcachir              |